# Nacionalbolchevismo

Bandera del Partido Nacional Bolchevique ruso.

El nacionalbolchevismo (ruso: национал-большевизм, alemán: Nationalbolschewismus), cuyos partidarios son conocidos como bolcheviques nacionales (ruso: национал-большевики), NatsBols o NazBols (ruso: нацболы), es un movimiento político que combina elementos del fascismo y del bolchevismo. Pero a diferencia del fascismo —que generalmente propugna una economía mixta, en la que de hecho, el sector privado cumple un rol fundamental pese a estar regulado en cierta forma por el estado—, el nacionalbolchevismo se opone totalmente a la propiedad privada y propugna, por ende, una extrema colectivización de los medios de producción, y a diferencia del comunismo —que propugna el internacionalismo proletario—, el nacionalbolchevismo se opone totalmente al internacionalismo proletario y propugna en su lugar una especie de nacionalismo proletario, que tiende al ultranacionalismo y se combina con el conservadurismo. Se le considera un sincretismo político que puede describirse fácilmente como de extrema izquierda en el ámbito económico y de extrema derecha en el ámbito social y cultural.
Frecuentemente, se suele usar el término nacionalcomunismo como sinónimo de nacionalbolchevismo, aunque de hecho, el nacionalcomunismo es más extenso que el nacionalbolchevismo ya que el nacionalcomunismo abarca varias corrientes nacionalistas del comunismo y no solamente al nacionalbolchevismo propiamente dicho. También es preciso aclarar que el nacionalbolchevismo no debe de confundirse con el nacionalsocialismo (o nazismo) —variante alemana del fascismo—, ya que este a pesar de su nombre —el cual hace alusión al socialismo y que fue colocado demagógicamente por Hitler a su ideología para atraer a los socialistas a ella— es en la práctica una forma de capitalismo de estado ya que no opta por abolir la propiedad privada de los medios de producción sino que de hecho la protege al igual que las demás variantes del fascismo. En cambio, el nacionalbolchevismo no es una variante del fascismo —a pesar de que tiene algunas cosas en común con este, como por ejemplo, la exaltación de la nación— sino que de hecho es una variante nacionalista y conservadora del comunismo.
Entre los más notables defensores del nacional-bolchevismo en Alemania destacan Ernst Niekisch (1889-1967), Heinrich Laufenberg (1872-1932) y Karl Otto Paetel (1906-1975). En Rusia, utilizaban este término Nikolái Ustriálov (1890-1937) y sus seguidores, los llamados Smenovéjovtsy.
Entre los defensores modernos del movimiento destacan Aleksandr Duguin, líder del Partido Eurasia, y Eduard Limónov, que dirigió el Partido Nacional Bolchevique (PNB), no registrado y prohibido en la Federación de Rusia.

## El nacional-bolchevismo alemán

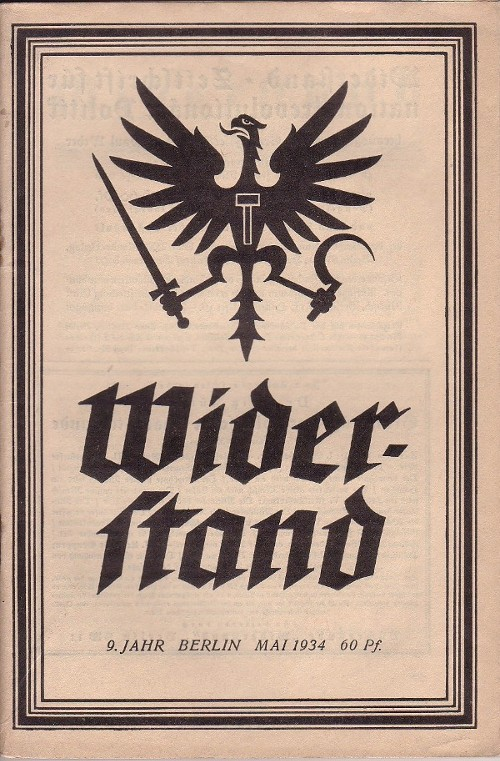
Símbolo de Widerstand (Resistencia), un movimiento surgido en los años veinte del en Alemania considerado precursor del nacional-bolchevismo actual.

El término nacionalbolchevismo se utilizó por primera vez para describir una corriente del Partido Comunista de Alemania (KPD) y luego del Partido Comunista Obrero de Alemania (KAPD) que quería aliar el movimiento comunista insurgente con los grupos nacionalistas disidentes del ejército alemán que rechazaban el Tratado de Versalles. Estaban dirigidos por Heinrich Laufenberg y Fritz Wolffheim y tenían su sede en Hamburgo. Su expulsión del KAPD fue una de las condiciones que Karl Rádek explicó que era necesaria para que el KAPD fuera acogido en el III Congreso de la Tercera Internacional. Sin embargo, la exigencia de que se retiraran del KAPD se habría producido probablemente de todos modos. Rádek los había calificado de bolcheviques nacionales, el primer uso registrado de este término en un contexto alemán.
Posteriormente, Rádek cortejó a algunos de los nacionalistas radicales que había conocido en la cárcel para que se unieran a los bolcheviques en nombre del nacionalbolchevismo. Veía en un resurgimiento del nacionalbolchevismo una forma de "eliminar el aislamiento capitalista" de la Unión Soviética.
Durante la década de 1920, una serie de intelectuales alemanes iniciaron un diálogo que creó una síntesis entre el nacionalismo radical (normalmente referido como Prusianismo) y el bolchevismo tal como existía en la Unión Soviética. La figura principal fue Ernst Niekisch, del Viejo Partido Socialdemócrata de Alemania, que dirigía la revista Widerstand.
También existía una tendencia nacional bolchevique con el Movimiento Juvenil Alemán, dirigido por Karl Otto Paetel. Paetel había sido partidario del Partido Nacionalsocialista Alemán de los Trabajadores (NSDAP), pero se desilusionó con ellos al considerar que no estaban verdaderamente comprometidos con la actividad revolucionaria o la economía socialista. Su movimiento formado en 1930, el Grupo de Nacionalistas Social-Revolucionarios, trató de forjar una tercera vía entre el NSDAP y el KPD, haciendo hincapié en el nacionalismo y la economía socialista. Fue especialmente activo en un intento, en gran medida infructuoso, de ganar para su causa a un sector de las Juventudes Hitlerianas.
Aunque los miembros del NSDAP bajo el mando de Adolf Hitler no participaron en el proyecto nacional bolchevique de Niekisch y solían presentar el bolchevismo en términos exclusivamente negativos, como una conspiración judía, a principios de la década de 1930 existía una tendencia paralela dentro del NSDAP que defendía opiniones similares. Esta tendencia estaba representada por lo que se conoce como Strasserismo. Un grupo liderado por Hermann Ehrhardt, Otto Strasser y Walther Stennes se separó en 1930 para fundar la Liga de Combate de los Nacionalsocialistas Revolucionarios, comúnmente conocida como el Frente Negro.
Luego de la Segunda Guerra Mundial, se creó el Partido Socialista del Reich, que combinaba la ideología neonazi con una política exterior crítica con Estados Unidos y de apoyo a la Unión Soviética, que financiaba el partido.

## El nacional-bolchevismo ruso

#### Guerra civil rusa
A medida que la guerra civil rusa se prolongaba, varios blancos destacados se pasaron al bando bolchevique porque lo veían como la única esperanza para devolver la grandeza a Rusia. Entre ellos se encontraba el profesor Nikolái Ustriálov, inicialmente anticomunista, que llegó a creer que el bolchevismo podía modificarse para servir a fines nacionalistas. Sus seguidores, los Smenovéjovtsy, llamados así por una serie de artículos que publicó en 1921 conocidos como Smena vej (en ruso: cambio de hitos), llegaron a considerarse bolcheviques nacionales, tomando prestado el término de Niekisch.
Ideas similares fueron expresadas por el partido Evraziitsi y el pro-monárquico Mladorossi. La idea de Iósif Stalin de un socialismo en un solo país fue interpretada como una victoria por los bolcheviques nacionales. Vladímir Lenin, que no utilizó el término Bolchevismo Nacional, identificó a los Smenovéjovtsy como una tendencia del antiguo Partido Democrático Constitucional que veía el comunismo ruso como una simple evolución en el proceso de engrandecimiento de Rusia. Añadió además que eran un enemigo de clase y advirtió contra los comunistas que los creían aliados.

#### Cooptación del nacional-bolchevismo
Ustriálov y otros simpatizantes de la causa smenovejovtsy, como Alekséi Nikoláyevich Tolstói e Iliá Ehrenburg, pudieron finalmente regresar a la Unión Soviética y, tras la cooptación de aspectos del nacionalismo por parte de Stalin y su ideólogo Andréi Zhdánov, disfrutaron de la pertenencia a la élite intelectual bajo la denominación de bolcheviques sin partido.  Del mismo modo, la escuela historiográfica Nacional Bolchevique de B. D. Grekov, un blanco de críticas frecuente bajo Lenin, fue reconocida oficialmente e incluso promovida bajo Stalin, aunque después de aceptar los principales principios del estalinismo. De hecho, se ha afirmado que el nacionalbolchevismo fue el principal impulsor del resurgimiento del patriotismo como parte oficial de la ideología estatal en la década de 1930.

#### Aleksandr Solzhenitsyn vs. Eduard Limónov
El término nacionalbolchevismo se ha aplicado a veces a Aleksandr Solzhenitsyn y a su anticomunismo. Sin embargo, Geoffrey Hosking argumenta en su libro Historia de la Unión Soviética que Solzhenitsyn no puede ser etiquetado como un bolchevique nacional, ya que era completamente antiestalinista y deseaba un renacimiento de la cultura rusa que viera un mayor papel de la Iglesia Ortodoxa Rusa, una retirada de Rusia de su papel en el extranjero y un estado de aislacionismo internacional. Solzhenitsyn y sus seguidores, conocidos como vozrozhdentsy (revivalistas), se diferenciaban de los bolcheviques nacionales, que no tenían un tono religioso (aunque no eran completamente hostiles a la religión) y que consideraban que la participación en el extranjero era importante para el prestigio y el poder de Rusia.
Había una hostilidad abierta entre Solzhenitsyn y Eduard Limónov, el jefe del Partido Nacional Bolchevique de Rusia. Solzhenitsyn había descrito a Limónov como "un pequeño insecto que escribe pornografía" y Limónov describió a Solzhenitsyn como un traidor a su patria que contribuyó a la caída de la Unión Soviética. En su libro El roble y el becerro, Solzhenitsyn atacó abiertamente la idea de que los rusos eran "los más nobles del mundo" y que "el zarismo y el bolchevismo [...] [eran] igualmente irreprochables", definiendo esto como el núcleo del nacional-bolchevismo al que se oponía.

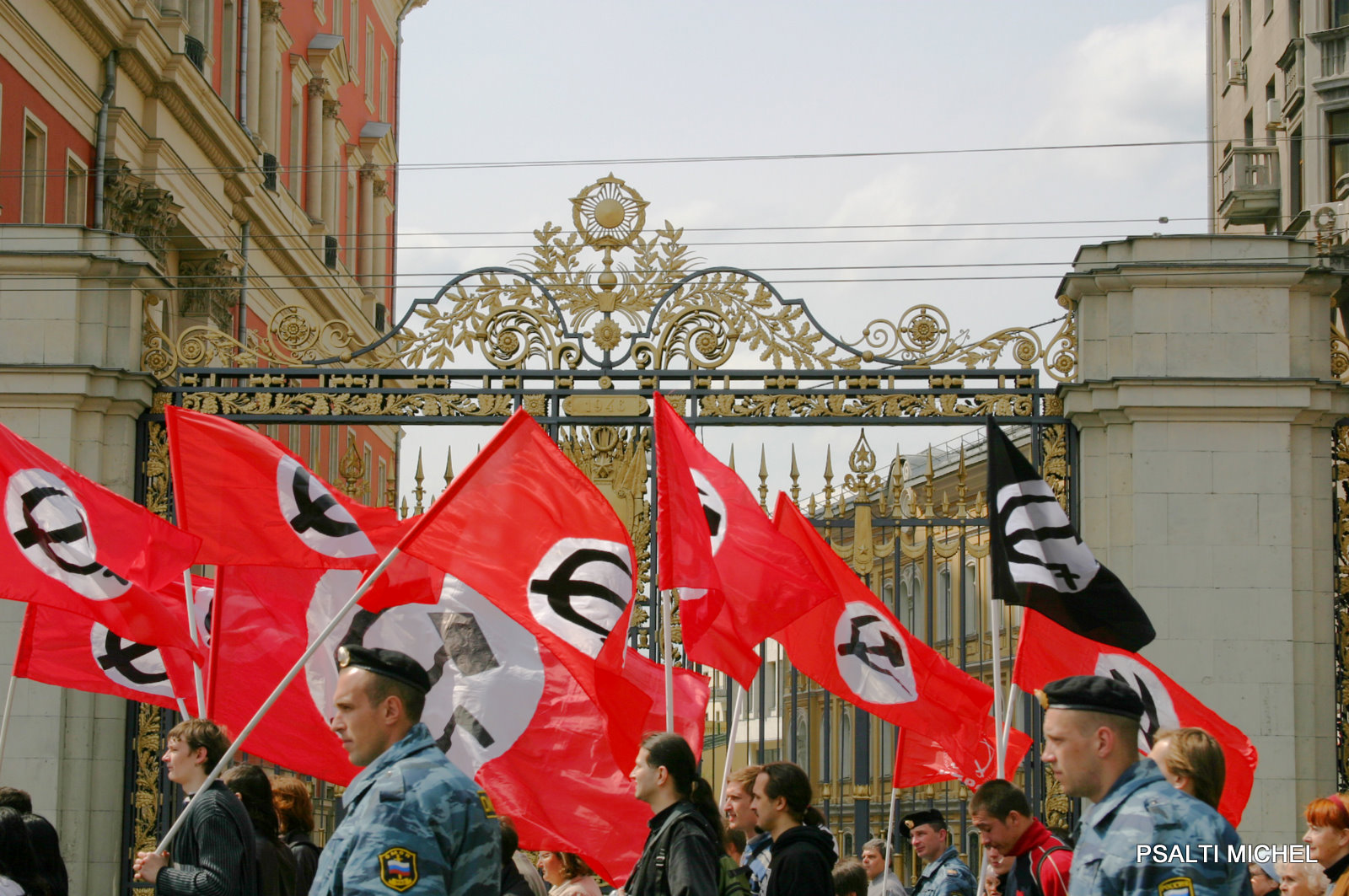
Participantes en una manifestación nacional-bolchevique en Rusia en 2006.

#### Partido Nacional Bolchevique
El actual Partido Nacional Bolchevique (PNB) se fundó en 1992 como Frente Nacional Bolchevique, una amalgama de seis grupos menores. El partido siempre ha estado dirigido por Eduard Limónov. Limónov y Aleksandr Duguin trataron de unir a los radicales de extrema izquierda y extrema derecha en una misma plataforma. Duguin consideraba a los nacional-bolcheviques como un punto intermedio entre comunistas y fascistas, y se veía obligado a actuar en la periferia de cada grupo. Las primeras políticas y acciones del grupo muestran cierta alineación y simpatía con los grupos nacionalistas radicales, aunque todavía manteniendo los principios de una forma de marxismo que Duguin definió como "Marx menos Feuerbach, es decir, menos evolucionismo y, a veces, apareciendo el humanismo inercial", pero en la década de 2000 se produjo una escisión que cambió esto hasta cierto punto. Esto hizo que el partido se moviera más a la izquierda en el espectro político ruso, y llevó a los miembros del partido a denunciar a Duguin y su grupo como fascistas. Posteriormente, Duguin desarrolló estrechos vínculos con el Kremlin y fue asesor del alto funcionario ruso Serguéi Naryshkin.
Inicialmente opuesto a Vladímir Putin, Limónov al principio liberalizó un poco el PNB y unió fuerzas con grupos de izquierda y liberales en el Frente Cívico Unido de Garri Kaspárov para luchar contra Putin. Sin embargo, posteriormente expresó opiniones más favorables a Putin tras los protestas prorrusas en Ucrania de 2014.

## Otros países
Francisco Macías Nguema, dictador de Guinea Ecuatorial, se consideró a sí mismo como un "marxista hitleriano"llegando a alabar tanto a Francisco Franco como a Adolf Hitler. En el Partido Único Nacional de los Trabajadores y en su régimen, impuso ideas tanto ultranacionalistas y fascistas como socialistas
El Parti Communautaire National-Européen franco-belga comparte el deseo del nacional-bolchevismo de crear una Europa unida, así como muchas de las ideas económicas del PNB. La figura política francesa Christian Bouchet también se ha visto influenciada por esta idea.
En 1944, el líder nacionalista indio Subhas Chandra Bose pidió "una síntesis entre el nacionalsocialismo y el comunismo" para India. Ese mismo año, la nueva dirección de la organización paramilitar israelí Lehi declaró su apoyo al nacional-bolchevismo, una ruptura con la perspectiva fascista del grupo bajo su anterior líder, Avraham Stern.
Algunos analistas han calificado al Partido Radical Serbio, al partido búlgaro Unión Nacional Ataque, al Partido Nacional Esloveno, al Frente Obrero (España) dirigido por Roberto Vaquero y al Partido de la Gran Rumanía de "nacionalbolcheviques", por mezclar gran parte de la retórica de extrema derecha de sus respectivos países con posturas tradicionales de izquierda como la economía socializada, el antiimperialismo y la defensa del régimen comunista histórico. El Partido Radical Serbio, en particular, ha apoyado a líderes como Muamar el Gadafi, Sadam Huseín, y el actual presidente venezolano Nicolás Maduro. El Partido de la Gran Rumanía, por su parte, fue fundado por Corneliu Vadim Tudor, descrito como el "poeta de la corte de Nicolae Ceaușescu", y ha sido considerado como una continuación de la ideología de este último con un barniz de derecha.